# Amazed
«Amazed» — песня американской кантри-группы Lonestar, вышедшая в качестве 4-го сингла с их дебютного студийного альбома Lonely Grill (1999). Авторами песни выступили Марв Грин, Крис Линдсей, Эйми Майо.
Песня получила две номинации на Грэмми и выиграла награду Академии кантри-музыки ACM Awards в престижной категории «Лучшая песня года» (Song of the Year).

## История
Сингл одновременно возглавил Billboard Hot 100 и Billboard Hot Country Singles & Tracks, оставаясь восемь недель на № 1 в кантри-чарте.
Это достижение будет повторено позднее синглом «It’s Five O’Clock Somewhere» (2003) кантри-певцов Alan Jackson и Jimmy Buffett (они также 8 недель будут находиться на вершине кантри-чарта, но с перерывами). «Amazed» проведёт 41 неделю в кантри-чарте и это второе рекордное достижение для любого кантри-сингла в 1990-е годы. В Billboard Hot 100 сингл дебютировал на № 81 и поднялся до № 24. Тираж к апрелю 2011 года превысил 900,000 копий в США.
«Amazed» в новой ремикшированной версии повторно вошёл в поп-чарт Hot 100 на позицию № 45. И 4 марта стал хитом № 1. Таким образом он стал первой кантри-песней, одновременно возглавлявшей и поп- и кантри-чарты впервые с 1983 года когда хит «Islands in the Stream» в исполнении дуэта кантри-звёзд Долли Партон и Кенни Роджерса был на вершинах обоих хит-парадов.
Песня получила две номинации на Грэмми в категориях Лучшая кантри-песня и Лучшее вокальное исполнение кантри-группой.

## Награды и номинации
Источник:
| Награда       | Категория                                  | Результат |
| ------------- | ------------------------------------------ | --------- |
| ACM Awards    | Песня года (Song of the Year)              | Победа    |
| ACM Awards    | Сингл года (Single Record of the Year)     | Победа    |
| Grammy Awards | Лучшее вокальное исполнение кантри-группой | Номинация |
| Grammy Awards | Лучшая кантри-песня                        | Номинация |
| CMA Awards    | Сингл года (Single of the Year)            | Победа    |

## Список композиций
США
1. «Amazed» (Captain Mix) — 4:29
2. «Amazed» (AC Mix) — 4:02

Великобритания CD1
1. «Amazed» (Pop Remix)
2. «Amazed» (Radio Edit)
3. «Lonely Grill»

Великобритания CD2
1. «Amazed» (Mainstream Mix)
2. «Amazed» (Huff Mix)
3. «Amazed» (Mainstream Mix — Acoustic Version)

## Чарты

### Еженедельные чарты
| Чарт (1999)                            | Высшая позиция |
| -------------------------------------- | -------------- |
| Канада Canada Country Tracks (RPM)     | 1              |
| США (Billboard Hot Country Songs)      | 1              |
| Чарт (2000)                            | Высшая позиция |
| Австралия (ARIA)                       | 19             |
| Канада Canada Adult Contemporary (RPM) | 1              |
| Канада Canada Top Singles (RPM)        | 7              |
| Германия (GfK)                         | 91             |
| Ирландия (IRMA)                        | 2              |
| Новая Зеландия (Recorded Music NZ)     | 11             |
| Норвегия (VG-lista)                    | 10             |
| Великобритания (OCC UK Singles)        | 21             |
| США (Billboard Hot 100)                | 1              |
| США (Billboard Adult Contemporary)     | 2              |
| США (Billboard Pop Airplay)            | 7              |
| США (Billboard Adult Pop Airplay)      | 7              |

### Итоговые годовые чарты
| Чарт (1999)                  | Позиция |
| ---------------------------- | ------- |
| Canada Country Tracks (RPM)  | 1       |
| US Billboard Hot 100         | 85      |
| US Country Songs (Billboard) | 1       |
| Чарт (2000)                  | Позиция |
| US Billboard Hot 100         | 8       |

## Сертификации
| Регион | Сертификация | Продажи  |
| --- | ------------ | -------- |
| Австралия (ARIA) | Золотой      | 35 000^  |
| США (RIAA) · (physical)                                                                                                  | Золотой      | 500,000  |
| США (RIAA) · (digital)                                                                                                   | Золотой      | 500 000* |
| * Данные о продажах приведены только на основе сертификации. ^ Данные о тиражах приведены только на основе сертификации. |              |          |